# カリビアン・プリンセス
カリビアン・プリンセス（Caribbean Princess）は、プリンセス・クルーズが運航しているクルーズ客船。

## 概要
カリビアン・プリンセス級の1番船で、2004年3月19日、イタリアのフィンカンティエリ社モンファルコーネ工場で竣工。船価は5億1千万ドル。
4月2日にフォートローダーデールで行われた命名式にて、女優のジル・ウェランによって命名され、翌3日よりカリブ海クルーズに就航した。
客室は全部で1,055室あり、そのうちの817室が海側に面している。
本級はグランド・プリンセス級に船客用デッキを1層追加して船客定員、総トン数を増大させた拡大改良型で、
同型の2番船は2006年、3番船は2007年、4番船は2008年に竣工、またP&Oクルーズ向けにほぼ同型のヴェンチューラ級が2隻建造された。

## 同型船
- 2番船 - 「クラウン・プリンセス（Crown Princess）」（2006年5月27日竣工）
- 3番船 - 「エメラルド・プリンセス（Emerald Princess）」（2007年3月24日竣工）
- 4番船 - 「ルビー・プリンセス（Ruby Princess）」（2008年10月23日竣工）